# Hoplorida
Hoplorida är ett släkte av skalbaggar. Hoplorida ingår i familjen Melolonthidae.
Kladogram enligt Catalogue of Life:
| Hoplorida | \| \| Hoplorida congoana \| \| \| \| \| \| Hoplorida gabonica \| \| \| \| |
|           | \| \| Hoplorida congoana \| \| \| \| \| \| Hoplorida gabonica \| \| \| \| |
|           | Hoplorida congoana                                                        |
|           |                                                                           |
|           | Hoplorida gabonica                                                        |
|           |                                                                           |